# Velarifictorus fallax
Velarifictorus fallax är en insektsart som först beskrevs av Lucien Chopard 1969.  Velarifictorus fallax ingår i släktet Velarifictorus och familjen syrsor. Inga underarter finns listade i Catalogue of Life.